# Thyropygus buttihoferi
Thyropygus buttihoferi är en mångfotingart som beskrevs av Demange 1961. Thyropygus buttihoferi ingår i släktet Thyropygus och familjen Harpagophoridae. Inga underarter finns listade i Catalogue of Life.